# Zelandobius edensis
Zelandobius edensis är en bäcksländeart som beskrevs av Gray, D.P. 2009. Zelandobius edensis ingår i släktet Zelandobius och familjen Gripopterygidae. Inga underarter finns listade i Catalogue of Life.